# Нагороди України
Нагороди України — сукупність нагород та відзнак, які встановлюються та вручаються органами державної влади, місцевого самоврядування, підприємствами, установами та організаціями, в тому числі громадськими.
Нагороди та відзнаки мають вигляд орденів, хрестів, медалей, почесних звань, премій, зброї, нагрудних знаків, грамот, подяк, цінних подарунків тощо.
Єдиним органом, який здійснює нагляд та контроль за нагородною справою в Україні є створений при Президентові України дорадчий орган — Комісія державних нагород та геральдики.

## Історія

### Русь
За часів Великого князівства Київського (Русі) був звичай нагороджувати нашийною гривнею (кільце, виготовлене з дорогоцінних металів та прикрашене певними орнаментами), який згодом трансформувався в практику відзначення знаками орденів на нашийних стрічках. Нагороджували також шийними браслетами, золотими, срібними й бронзовими обручами.
Існували винагорода коштами, землею, надання права на участь у розподілі трофеїв тощо. Кращі воїни нагороджувалися також золотим посудом, коштовною зброєю.

### Королівство Русі
Одними з перших відомих монарших орденів є
- Орден Святого Георгія, заснований королем Угорщини, титулярним королем Галичини і Володимерії Карлом I 1325 року;
- Орден Корабля, заснований Карлом III, королем Неаполя, Угорщини, титулярним Королем Галичини та Володимерії 1 грудня 1381.

Орден Дракона був заснований 1408 року Сигізмундом I, королем Угорщини, титулярним Королем Галичини та Володимирії, королем Богемії, який пізніше став Імператором Священної Римської імперії (1433-1437). 

Лицарями Ордену Дракону були король Польщі та Руси Владислав Ягелончик та Великий князь Литовський і Руський Вітовт.

### Річ Посполита
25 лютого 1518 року імператор Максиміліан I надав главам шляхетних родів Білявським, Дзерковським, Мишковським, Мендзилевським, Немировичам і Щитам титул спадкових палатинів (лат. comes palatinus) з правом надавати нове лицарство (особисте шляхетство) разом із орденом Лицаря Золотої Остроґи.
Перший орден Речі Посполитої, заснований королем Владиславом IV Вазою та затверджений Папою Римським 1634 року – Орден Непорочного Зачаття Пресвятої Діви Марії – не був затверджений сеймом, через страх шляхти перед посиленням влади короля. 

1705 року було затверджено орден Речі Посполитої Білого Орла. Одним з перших його отримав Гетьман всієї України Іван Мазепа. 

1765 року затверджено орден Речі Посполитої Святого Станіслава.

1792 року третім орденом Речі Посполитої став Virtuti Militari.

### Козаччина
Козацькими нагородами вважають зброю та клейноди — символи державної і військової влади. Нагородами слугували вогнепальна та холодна зброя, одяг, кінська збруя, що вручалися козакам за виявлену особисту хоробрість і відвагу. Вважалося за особливе досягнення отримати (особисто або на весь військовий підрозділ) козацькі клейноди — хоругву, бунчук, пірнач (пернач) тощо. 
Гетьман всієї України Кирило Розумовський був кавалером орденів Святого Апостола Андрія, Святого Олександра Невського, польського Білого Орла та голстинського ордену Святої Анни. Під час свого правління Гетьман всієї України К. Розумовський розробляв проекти герба, прапора та нагород Козацької держави (Гетьманщини). 

Після розділів Речі Посполитої, окупації українських земель Російською імперією та ліквідації автономії Козацької держави (Гетьманщини) вручення козацьких нагород і відзнак припинилося.

### УРСР
Після більшовицького перевороту, царські ордени були скасовані. Замість них, червоних бійців нагороджували іменними шашками, пістолетами, часами.
1919 року в Радянській Україні існувала нагорода "червоні революційні шаровари". У Києві після відходу німців наприкінці 1918 р. на складах залишилася уніформа австрійських гусар. Саме ці червоні штани, після захоплення Києва, використовували більшовики для нагородження.
2 березня 1921 року на 5-му Всеукраїнському з'їзді Рад було засновано Орден Трудового Червоного Прапора УСРР. Згідно зі статутом ордена, ним нагороджували окремих громадян і колективи трудящих України та інших радянських республік. Право нагороджувати орденом належало виключно Президії ВУЦВК. Нагородженим разом зі знаком ордена вручалася від імені ВУЦВК особлива грамота. Цим орденом нагороджено понад 350 осіб та більше 30 колективів. 23 квітня 1933 року Президія ЦВК СРСР постановила що нагородження орденами відійшло до компетенції органів СРСР, тому нагородження орденом Трудового Червоного Прапора УСРР було припинено.
Вперше відзначення почесними було званнями УСРР запроваджено 1922 року. 

Першими звання народного артиста УСРР удостоєно відомих майстрів сцени: М.Заньковецьку (12 січня 1923), Л.Курбаса (8 серпня 1925), О.Саксаганського (18 вересня 1925), Г.Юру (26 січня 1930).

До Державних нагород УРСР належали почесні звання УРСР, Почесна Грамота Президії ВР УРСР та Грамота Президії ВР УРСР.

В травні 1967 року П. Шелест дав вказівку Голові Президії Верховної Ради УРСР Д. Коротченку розробити проект заснування республіканських орденів.

Планувалось затвердити Орден Державного Прапора Української РСР 

Орден Республіки

Орден Трудової слави та медаль “За трудові заслуги”. 

Цей проект не був прийнятий радянським керівництвом.
Орден Богдана Хмельницького був єдиним з орденів СРСР, на якому надпис було зроблено не російською мовою, а українською мовою.

## Державні нагороди України
Державні нагороди України є вищою формою відзначення громадян за видатні заслуги у розвитку економіки, науки, культури, соціальної сфери, захисті Вітчизни, охороні конституційних прав і свобод людини, державному будівництві та громадській діяльності, за інші заслуги перед Україною.
14 лютого 1992 в Конституцію України 1978 року була внесена норма, згідно з якою Президент України засновує президентські відзнаки і нагороджує ними (ст. 114-5).
1992 по 2000 вищі нагороди України існували у вигляді Президентських відзнак, загальна кількість яких досягла 15. Першою з них була заснована 18 серпня 1992 р. Почесна відзнака Президента України..
З 2000, після прийняття Закону України «Про державні нагороди України», законодавство про державні нагороди України складається з Конституції України, Закону України «Про державні нагороди України» (№ 1549-III від 16.03.2000 р.; після внесення 23 змін діє у редакції від 28.12.2015 р.) та Указів Президента України, виданих відповідно до цього Закону.
Повний перелік авторів дизайну державних нагород України наведено у статті «Автори дизайну чинних нагород України».
Громадяни, відзначені орденами, преміями та почесними званнями отримують матеріальні преференції. Зокрема, для працівників бюджетних установ, відзначених почесним званням «Народний» передбачена надбавка до заробітної плати] в розмірі 40 % від посадового окладу, а почесним званням «Заслужений» — в розмірі 20 %. Крім того, Закон України «Про пенсії за особливі заслуги перед Україною» передбачає щомісячні надбавки до пенсій відзначеним орденами та почесними званнями, а також державними преміями України та колишніх СРСР, УРСР у розмірі 20-40 % від прожиткового мінімуму для осіб, які втратили працездатність.
Матеріальні преференції для нагороджених медалями України та президентськими відзнаками не передбачені.
Характерними рисами системи державних нагород України є:
- Існування кількох різновидів державних нагород: звання Герой України (нагородженим вручаються ордени 2 найменувань), ордени, медалі, вогнепальна зброя, державні премії, почесні звання України, президентські відзнаки;
- Наявність великої кількості орденів — 9 (а з орденами Держави та «Золота Зірка» — 11; зі ступенями — 23) при малій кількості медалей — 4 (зі ступенями — 6);
- Наявність ордена, яким можуть нагороджуватися лише жінки (орден княгині Ольги);
- Можливість нагородження державними нагородами України лише фізичних осіб;
- Наявність іменної вогнепальної зброї, яка має статус державної;
- Наявність вузькоспеціалізованих почесних звань («Мати-героїня», 4 — «Народних …» та 36 — «Заслужених …»);
- Оригінальний, національно та історично обґрунтований, вигляд  металевої колодки, який встановлено для переважної більшості державних нагород України та відомчих заохочувальних відзнак[6].

Укази Президента України про нагородження розміщуються на сайті Президента, але реєстри нагороджених відсутні у відкритому доступі.
Відзнаки, якими нагороджували Президенти України або від імені Президента України, є чинними, але позбавлені чіткого юридичного статусу.
До цієї категорії належать виключно ювілейні та пам'ятні відзнаки, якими нагороджувалися в Україні ветерани Великої вітчизняної війни — нагрудний знак «50 років визволення України» та медалі, засновані Рішенням Ради глав держав — учасниць СНД: «50 років Перемоги у Великій Вітчизняній війні 1941—1945 рр.», Жукова, "60 років Перемоги у Великій Вітчизняній війні 1941—1945 рр. та «65 років Перемоги у Великій Вітчизняній війні 1941—1945 рр.»
Статусу державної нагороди (або відзнаки Президента) такі відзнаки не мають, хоча посвідчення до пам'ятного знаку та медалей містить зображення печатки та підпису Президента України.
Жодна з цих відзнак не була вручена жодному ветерану вчасно.

## Відзнаки Верховної Ради України
Почесна  грамота  та  Грамота  Верховної  Ради  України  є відзнаками Верховної Ради України за вагомий внесок у будь-яку сферу життєдіяльності держави, визначну громадсько-політичну діяльність, заслуги перед Українським народом у сприянні становленню та зміцненню України як демократичної, соціальної, правової держави, здійсненню заходів щодо забезпечення прав і свобод громадян, розвитку демократії, парламентаризму та громадянської злагоди в суспільстві, активну участь у законотворчій діяльності.
Щороку 300—400 громадян отримують Почесні грамоти та 600—700 Грамоти Верховної ради України. Вручаються вони разом з нагрудними знаками.

## Премії, нагороди та відзнаки Кабінету Міністрів України
Премії Кабінету Міністрів України:
- Премія Кабінету Міністрів України за особливі досягнення молоді у розбудові України[9];
- Премія Кабінету Міністрів України імені Лесі Українки за літературно-мистецькі твори для дітей та юнацтва[10];
- Премія Кабінету Міністрів України імені Максима Рильського[11];
- Премія Кабінету Міністрів України за розроблення і впровадження інноваційних технологій[12].

Почесна грамота Кабінету Міністрів України — нагорода, якою нагороджуються громадяни України, іноземці, трудові колективи підприємств, установ, організацій, об'єднання громадян з нагоди державних, професійних свят, пам'ятних і ювілейних дат за сприяння у реалізації державної політики в економічній, науковій, соціально-культурній, військовій, державній, громадській та інших сферах. На відміну від державних нагород, цією нагородою можуть відзначатися не лише окремі особи, а й трудові колективи підприємств, установ та організацій. Вручається Почесна грамота разом з нагрудним знаком.
Вітальний   лист  та  подяка  Прем'єр-міністра  України  є  заохочувальними відзнаками [Архівовано 21 жовтня 2017 у Wayback Machine.], які запроваджуються для привітання, а також  для оголошення подяки [Архівовано 28 березня 2017 у Wayback Machine.] працівникам та трудовим колективам за значні  досягнення у відповідній галузі чи сфері діяльності, зразкове виконання службових обов'язків, пов'язаних з реалізацією державної політики.

## Відомчі відзнаки
Відомчі заохочувальні відзнаки (надалі — ВЗВ) встановлюються з метою заохочення та відзначення особистих трудових досягнень у професійній, службовій діяльності, за бездоганну службу та особливі заслуги під час виконання службових обов'язків працівників центральних органів виконавчої влади, підприємств, установ, організацій, що входять до сфери їх управління, військовослужбовців та працівників військових формувань, осіб рядового і начальницького складу, працівників державних правоохоронних органів, а також інших осіб.
Перша відомча відзнака України (знак «Відмінний прикордонник») була впроваджена Прикордонною службою у 1992 році, але юридично ВЗВ були легалізовані Указом Президента України від 18 листопада 1996 року N1094/96, та Указом про Примірне положення від 13 лютого 1997 року N134/97. Вони засновуються керівниками Центральних органів виконавчої влади, але, згідно з Указом Президента N103/97 від 07.02.97 року, затверджуються лише після експертизи та погодження з Комісією державних нагород та геральдики при Президенті України.
На момент масштабної реформи системи відомчих заохочувальних відзнак, здійсненої у 2012 р., їхня загальна кількість сягала майже 400.
Найбільша кількість відомчих заохочувальних відзнак була встановлена в МВС України.
Основним нормативно-правовим актом, який зараз регламентує систему ВЗВ є Указ Президента України від 30.05.2012 р. № 365/2012 який, (після шестиразового внесення змін) діє в редакції від 15.12.2015 р.
На думку експертів, художній та технічний рівень виконання відомчих заохочувальних відзнак відповідав кращим зразкам світової фалеристики.
Станом на теперішній час, у відкритому доступі знаходяться чинні накази про встановлення ВЗВ, видані більш ніж 50 центральними органами виконавчої влади України. Кількість відзнак суттєво скоротилася.
Особливостями системи відомчих заохочувальних відзнак України є:
- Регламентування розмірів та форми знаків, медалей, колодок та планок (для всіх відомств, за виключенням Міністерства оборони);
- Регламентування максимальної кількості ВЗВ: 3 нагрудні знаки, 4 медалі, 3 грамоти (для всіх відомств, за виключенням Міністерства енергетики та вугільної промисловості та Міністерства оборони);
- Встановлення максимальної кількості ВЗВ, які може носити особа;
- Заборона поділу нагрудних знаків на ступені (для всіх відомств, за виключенням Міністерства енергетики та вугільної промисловості);
- Заборона використовувати дорогоцінні метали та стрази при виготовленні нагрудних знаків та медалей;
- Встановлення граничної загальної кількості ВЗВ, якими можуть бути відзначені співробітники (військовослужбовці) кожного відомства протягом календарного року;
- Для переважної більшості міністерств та центральних органів виконавчої влади існує обмеження кола кандидатів на нагородження нагрудними знаками лише співробітниками центральних органів виконавчої влади, правоохоронних органів та військовослужбовців. Таким чином склалася ситуація, за якої Міністерство охорони здоров'я не може нагородити нагрудним знаком практикуючого лікаря — найвищою нагородою для нього може стати лише Почесна грамота. Виключення зазначені в абзаці 6, пункту 2 «Положення про відомчі заохочувальні відзнаки» Указу Президента України від 30.05.2012 р. N365/2012.

Окрім відзнак, віднесених до категорії «відомчих заохочувальних», в Збройних силах України встановлено три додаткові рівні [Архівовано 21 вересня 2014 у Wayback Machine.] відомчих відзнак — почесні та пам'ятні нагрудні знаки Начальника Генерального Штабу — Головнокомандувача ЗСУ, почесні нагрудні знаки командувачів видів ЗСУ, нагрудні знаки військової доблесті.
Відзнаки командувачів видів ЗСУ мають вигляд не  лише знаків чи медалей — так, зокрема, 1998 р. командувачем Повітряних Сил ЗСУ були встановлені відзнаки у вигляді перснів, які виготовлялися зі срібла.
Одним з найцікавіших різновидів відомчих відзнак є медалі «За віддану службу», встановлені 2010 р. Адміністрацією Державної прикордонної служби для службових собак. Нагородження такими відзнаками здійснюється й посмертно. Фактично, це єдині нагороди для тварин, встановлені наказами керівників центральних органів виконавчої влади України.
Реєстри нагороджених ВЗВ зазвичай, відсутні у відкритому доступі. Вочевидь, питання регламентації відомчих заохочувальних відзнак потребує впорядкування.

## Відзнаки органів місцевого самоврядування та місцевих органів виконавчої влади
Оскільки ст. 22 Закону України «Про місцеве самоврядування в Україні» передбачає можливість впровадження різних символів територіальних громад, серед котрих є й відзнаки органів місцевого самоврядування, питання встановлення відзнак регіонального та муніципального рівня стало справою часу. Прямого дозволу на впровадження власних відзнак Закон не містить, але відсутність заборони спонукає органи місцевого самоврядування до заснування власних відзнак.
Протягом останніх десятиліть всі області, обласні центри, міста зі спеціальним статусом — Київ та Севастополь, значна частина районів, міст, селищ міського типу та сіл — встановили власні відзнаки регіонального та муніципального рівня. Інформацію про них систематизовано в рамках проекту «Історія символіки та традицій міст та сіл України».
Характерною особливістю самоврядних відзнак є те, що частина з них заснована і присуджується рішенням колегіального органу (виконкому чи сесії ради відповідного рівня), частина — спільними рішеннями місцевого органу виконавчої влади та органу місцевого самоврядування, решта — рішенням очільника територіальної громади.
Оскільки відзнаки органів місцевого самоврядування не регламентовані жодним загальнодержавним нормативно-правовим актом, їхній дизайн може різнитися.
Прикладом структурованої системи самоврядних відзнак може слугувати система відзнак міського рівня м. Вінниці.
Найпоширенішими відзнаками органів місцевого самоврядування можна вважати звання «Почесний громадянин…» відповідного адміністративно-територіального утворення, а також грамоти (почесні грамоти, подяки).
Реєстри нагороджених відзнаками органів місцевого самоврядування, зазвичай, відсутні у відкритому доступі.

## Нагороди громадських організацій
Громадські організації, зареєстровані в Україні, мають власну символіку та відзнаки, право на котрі їм надано Законами України «Про об'єднання громадян» та «Про громадські об'єднання» та власними Статутами («ВГО „Афганці Чорнобиля“, ГО "Спілка бійців та волонтерів АТО «Сила України»). Недоліки державної та відомчої нагородної політики зумовили те, що після Революції Гідності 2013—2014 рр. суспільна свідомість українства почала сприймати громадські нагороди на рівні державних. Їх кількість зараз перевищує кілька сотень.
Прикладом «відкритої нагородної системи», яка надає право кожній фізичній та юридичній особі нагородити гідного громадянина, є механізм відзначення, запроваджений ВГО «Країна» та ВГО «Звитяга».
Позитивні риси «відкритої нагородної системи» стали настільки очевидними, що державні структури та органи місцевого самоврядування почали широко використовувати Знаки народної пошани для відзначення заслуг та подвигів від імені центральних та місцевих органів виконавчої влади, органів місцевого самоврядування, військових частин, громадських організацій та окремих громадян. Станом на серпень 2017 року загальнодержавна система громадських нагород «Знаки народної пошани» складається з 123-х орденів, медалей та відзнак.

Лицарська почесна відзнака «Орден Звитяги» — громадська нагорода України, яку заснували у 2022 році громадська спілка «Асоціація сприяння територіальній обороні України» (на той момент очолювана Анатолієм Миколайовичем Коров'яковським) та громадське формування «Територіальна оборона Дніпропетровської області» (керівник Володимир Анатолійович Біляков). Нагороджуються особи за видатний вклад у справу незалежності та сталого  розвитку  України, за видатні особисті заслуги у справі розбудови та зміцненню Збройних сили України і героїзм проявлений у Російсько-українській війні. Станом на кінець 2023 нагороджено 53 воїни.

## Статус нагород колишнього СРСР в Україні
Нагороди колишнього СРСР в Україні дозволено носити за бажанням нагородженого — після державних нагород України. Слід зазначити, що в окремих випадках нагороджені відзнаками колишнього СРСР мають перевагу над нагородженими аналогічними відзнаками незалежної України. Так, зокрема, нагороджені Грамотами та Почесними грамотами Президії Верховної Ради Української РСР згідно з Законом України «Про пенсії за особливі заслуги» № 1767-III від 01.06.2000, на відміну від нагороджених Грамотами та Почесними грамотами Верховної Ради України, мають право на пенсії відповідно до чинного законодавства.
Закон України «Про засудження комуністичного та націонал-соціалістичного (нацистського) тоталітарних режимів в Україні та заборону пропаганди їхньої символіки» № 317-VIII не забороняє носіння нагород колишнього СРСР попри присутність в них радянської символіки (п. 7 ч. 3 ст. 4 згаданого Закону).

## Статус іноземних нагород в Україні
Відповідно до ст. 5 Закону «Про державні нагороди України», громадяни України можуть бути відзначені нагородами іноземних держав. Відомчі нормативно-правові акти можуть встановлювати заборону на носіння нагород іноземних держав, якщо громадянин України не був нагороджений державними чи відомчими нагородами власної держави.